# Luis E. Miramontes
Luis Ernesto Miramontes Cárdenas, mehiški kemik, * 16. marec 1925, Tepic, † 13. september 2004, Ciudad de Mexico, Mehika. 
Cárdenas je znan kot so izumitelj kontracepcijske tablete.